# Haymarket Media
Die Haymarket Media Group, zuvor Haymarket Publishing, ist die größte private britische Mediengruppe für Zeitschriften. Der von dem früheren britischen Politiker Michael Heseltine gegründete Konzern verlegt über hundert Geschäfts- und Verbrauchermagazine in mehr als zwanzig Ländern. Haymarket ist außer im Bereich berufsbezogener Zeitschriften auch mit Kongressen, Events und zahlreichen Onlineportalen aktiv.

## Printpublikationen

### Großbritannien
- Autocar
- Autosport
- Printweek
- Windpower Monthly

### Deutschland
In Deutschland verlegt Haymarket unter anderem die Fachzeitschriften Friedhofskultur, TASPO und Deutsche Baumschule. Die Fachmagazine PR Report, kressreport und Druck&Medien, die der Verlag in den vergangenen Jahren übernommen hatte, wurden Ende 2014 wieder verkauft. Zuvor hatte der Verlag bereits zahlreiche andere Objekte gelauncht, darunter ENDS, Mittelstand & Umwelt, IT Training und das Formel1-Magazin F1 RACING, die jedoch alle nach relativ kurzer Zeit wieder eingestellt wurden.

## Geschichte
Aus dem 1957 gegründeten Verlag Cornmarket Press wurde 1964 aus dem Zusammenschluss mit Hazell Watson & Viney die Firmierung Haymarket. Der Einstieg in den deutschen Markt wurde 1999/2000 durch die Übernahme der Fachzeitschrift PR Report vollzogen.